# جين جونز
جين جونز (بالإنجليزية: Gene Jones)‏ هو ممثل أمريكي، ولد في 1953 في الولايات المتحدة.

## أعمال

### أفلام
- (2007) لا بلد للعجائز[3][4][5]
- (2012) حياة تيموثي غرين الغريبة
- (2013) العظيم والقوي[6][7]
- (2015) الحاقدون الثمانية
- (2017) ذا سترانج وانس

### مسلسلات
- الحرب الأهلية

## وصلات خارجية
- جين جونز على موقع IMDb (الإنجليزية)
- جين جونز على موقع قاعدة بيانات الأفلام العربية
- جين جونز على موقع ألو سيني (الفرنسية)
- جين جونز على موقع أول موفي (الإنجليزية)
- جين جونز على موقع قاعدة بيانات الفيلم (الإنجليزية)
- جين جونز على موقع كينوبويسك (الروسية)